# Jean-Christophe Bette
Jean-Christophe Bette, född den 3 december 1977 i Saint-Germain-en-Laye i Frankrike, är en fransk roddare.
Han tog OS-guld i lättvikts-fyra utan styrman i samband med de olympiska roddtävlingarna 2000 i Sydney.